# Сальстрём, Анна
Анна Мария Сальстрём (швед. Hanna (Anna) Maria Sahlström; 7 января 1876 — 13 февраля 1956) — шведская художница и график.

## Биография и творчество
Анна Сальстрём родилась в 1876 году. Её отец был лесником и владельцем лесопильного завода. В семье было восемь детей. Отец возражал против того, чтобы кто-либо из них получал художественное образование, однако трое, включая Анну, пошли именно по этому пути. Брор Сальстрём, брат Анны, стал скульптором и мебельным мастером, а её сестра Ида Нильссон — художницей по текстилю и ткачихой.
В детстве Анна была болезненным ребёнком, поэтому ей не препятствовали заниматься любимым делом — рисованием. Она училась в деревенской школе, а потом ходила в школу для девочек в Карлстаде. Поступить в художественную школу Анне не позволили, однако Брор Сальстрём, бывавший в артистических кругах, пригласил к ним на ферму художника Карла Вильгельмссона. Вильгельмссон жил у них летом 1900 и 1902 года и написал, в числе прочего, портреты сестёр Сальстрём, включая Анну. Сама она также много писала и создала, в свою очередь, портрет Вильгельмссона.
В 1905 году, также благодаря Брору, Анна получила приглашение посещать класс живописи Рихарда Берга в художественной школе Общества художников (Konstnärsförbundet). В числе её учителей были Карл Нордстрём и Текла Нордстрём, под чьим руководством Анна изучала искусство ксилографии. На протяжении дальнейшей своей карьеры Анна Сальстрём занималась как живописью, так и гравюрой. Её излюбленными жанрами были пейзаж и портрет.
Зиму 1909—1910 годов Анна провела в Париже, где в то время жили и учились многие художники из Скандинавии. Неизвестно, посещала ли Анна какую-либо школу живописи в Париже, однако она знакомилась с работами французских художников, в том числе Сезанна и Матисса, и общалась с другими художницами из Швеции, в том числе Май Бринг и Молли Фаустман. Во второй раз Анна Сальстрём посетила Париж зимой 1924—1925 года, вместе с художницей Нанной Юхансен, и они также побывали в Риме.
Анна Сальстрём регулярно участвовала в выставках, демонстрируя в основном свои гравюры. Так, в 1911—1912 годах она принимала участие в крупной выставке, организованной Обществом художников-графиков (Grafiska Sällskapet) в Королевской академии искусств. Что касается живописи, то она постепенно склонялась к абстракции и стилизации, ориентируясь на творчество Василия Кандинского и Поля Гогена. В 1912 году она стала членом Общества ксилографов (Föreningen Original-Träsnitt), что позволило ей регулярно выставлять свои работы как в Швеции, так и за её пределами.
Анна Сальстрём умерла в 1956 году. Через три года после её смерти в Карлстаде состоялась выставка её гравюр и живописных работ. В настоящее время произведения художницы находятся в Национальном музее в Стокгольме, в венской Альбертине и в музеях Брюсселя и Чикаго.